# Grande-Bretagne aux Jeux olympiques de 1900

## Liste des médaillés britanniques
Ce bilan correspond au tableau de médailles intitulé  Tableau des médailles de sports-reference.com qui se trouve au sein de l'article Jeux olympiques de 1900. il est parfaitement conforme aux données du CIO, revues en juillet 2021.
| Sport               | Discipline                     | Sportifs | Performance                |
| Médailles d’or : 15 |                                | |                            |
| Athlétisme          |                                | |                            |
| 1 500 mètres        | Charles Bennett                | 4 min 06 s 0 |                            |
| 4000 mètres steeple | John Rimmer                    | 12 min 58 s 4 |                            |
| 800 m               | Alfred Tysoe                   | 2 min 01 s 2 |                            |
| Cricket             | 2-day 12-man                   | Devon and Somerset Wanderers C.B.K. Beachcroft (captain) Arthur Birkett Alfred Bowerman, George Buckley Francis Burchell, Frederick Christian Harry Corner, Frederick Cuming William Donne, Alfred Powlesland John Symes, Montagu Toller | bat la France par 158 runs |
| Natation            | 1 000 mètres hommes nage libre | John Jarvis | 14 min 28 s 6              |
| Natation            | 4 000 mètres hommes nage libre | John Jarvis | 1 h 01 min 48 s 4          |
| Tennis              | Simple dame                    | Charlotte Cooper | Gagne 6-1, 6-4             |
| Tennis              | Simple messieurs               | Laurence Doherty | Gagne 6-2, 6-4, 6-3        |
| Tennis              | Double messieurs               | Laurence Doherty Reginald Doherty | Gagne 6-1, 6-1, 6-0        |
| Tennis              | Double mixte                   | Charlotte Cooper Reginald Doherty | Gagne 6-2, 6-4             |
| Voile               | ½-1 ton class                  | Lorne Currie John Gretton Linton Hope Algernon Maudslay | 3 h 29 min 45 s            |
| Voile               | Open class                     | Lorne Currie John Gretton Linton Hope Algernon Maudslay | 5 h 56 min 17 s            |
| Voile               | 3-10 ton class                 | Edward Hore H. N. Jefferson J. Howard Taylor | 4 h 14 min 58 s            |
| Voile               | + 20 tonneaux                  | Cecil Quentin |                            |
| Football            |                                | James Jones, Claude Buckenham William Gosling, Alfred Chalk T. E. Burridge, William Quash Arthur Turner, F. G. Spackman J. Nicholas, Jack Zealley A. Haslam (capitaine)                                                                  | bat la France 4 à 0        |

| Sport                  | Discipline       | Sportifs | Performance                                                |
| Médailles d’argent : 8 |                  | |                                                            |
| Athlétisme             |                  | |                                                            |
| 2500 m steeple         | Sidney Robinson  | 7 min 38 s 0 |                                                            |
| 4000 m steeple         | Charles Bennett  | 12 min 58 s 6 |                                                            |
| Saut en hauteur        | Patrick Leahy    | 1,78 mètre |                                                            |
| Cyclisme               | 25 km hommes     | Lloyd Hildebrand | 28 min 09 s 4                                              |
| Rugby                  |                  | Moseley Wanderers F. C. Baylis, J. Henry Birtles James Cantion, Arthur Darby , Clement Deykin, L. Hood, M. L. Logan H. A. Loveitt, Herbert Nicol V. Smith, M. W. Talbott J. G. Wallis, Claude Whittindale Raymond Whittindale, Francis Wilson | Perd 27 – 8 en finale contre la France                     |
| Tennis                 | Simple messieurs | Harold Mahony | Gagne 8-6, 6-1 en demi-finale Perd 6-2, 6-4, 6-3 en finale |
| Golf                   | Épreuve hommes   | Walter Rutherford | 36 trous en 168 coups                                      |
| Voile                  | + 20 ton         | John Selwin Calverley |                                                            |

| Sport                   | Discipline                       | Sportifs                     | Performance                          |
| Médailles de bronze : 9 |                                  |                              |                                      |
| Athlétisme              |                                  |                              |                                      |
| Saut en longueur        | Patrick Leahy                    | 6,950 mètres                 |                                      |
| 4000 m steeple          | Sidney Robinson                  | 12 min 58 s 8                |                                      |
| Golf                    | Épreuve individuelle hommes      | David Robertson              | 36 trous en 175 coups                |
| Aviron                  | skiff                            | Saint-George Ashe            | 8 min 15 s 6                         |
| Natation                | 200 mètres hommes avec obstacles | Peter Kemp                   | 2 min 47 s 4                         |
| Tennis                  | Simple messieurs                 | Reginald Doherty             | Déclare forfait en demi-finale       |
| Tennis                  | Simple messieurs                 | Arthur Norris                | Perd 8-6, 6-1 en demi-finale         |
| Tennis                  | Double messieurs                 | Arthur Norris, Harold Mahony | Perdent 6-4, 6-1, 6-4 en demi-finale |
| Voile                   | 10-20 ton class                  | Edward Hore                  | 23 points                            |

## Athlètes britanniques engagés

### Athlétisme
| Épreuve             | Place | Athlète           | Éliminatoires               | Finale        |
| ------------------- | ----- | ----------------- | --------------------------- | ------------- |
| 800 mètres          | 1er   | Alfred Tysoe      | Inconnu 2e, éliminatoires 1 | 2 min 01 s 2  |
| 1 500 mètres        | 1er   | Charles Bennett   | Non disponible              | 4 min 06 s 0  |
| 1 500 mètres        | 7e-9e | John Rimmer       | Non disponible              | Inconnu       |
| 2500 mètres steeple | 2e    | Sidney Robinson   | Non disponible              | 7 min 38 s 0  |
| 4000 mètre steeple  | 1er   | John Rimmer       | Non disponible              | 12 min 58 s 4 |
| 4000 mètre steeple  | 2e    | Charles Bennett   | Non disponible              | 12 min 58 s 6 |
| 4000 mètre steeple  | 3e    | Sidney Robinson   | Non disponible              | 12 min 58 s 8 |
| Marathon            | —     | E. Ion Pool       | Non disponible              | Abandon       |
| Marathon            | —     | Frederick Randall | Non disponible              | Abandon       |
| Marathon            | —     | William Saward    | Non disponible              | Abandon       |

| Épreuve          | Place | Athlète           | Qualifier        | Finale       |
| ---------------- | ----- | ----------------- | ---------------- | ------------ |
| Saut en longueur | 3e    | Patrick Leahy     | 6,710 mètres 5e  | 6,950 mètres |
| Triple saut      | 4e    | Patrick Leahy     | Non disponible   | Inconnu      |
| Saut en hauteur  | 2e    | Patrick Leahy     | Non disponible   | 1,78 mètre   |
| Lancer de disque | 11e   | Launceston Elliot | 31,00 mètres 11e | Abandon      |

### Cricket
| Épreuve      | Place | Joueur | Finale                     |
| ------------ | ----- | --- | -------------------------- |
| 2-day 12-man | 1er   | Devon and Somerset Wanderers C.B.K. Beachcroft (captain), Arthur Birkett, Alfred Bowerman, George Buckley, Francis Burchell, Frederick Christian, Harry Corner, Frederick Cuming, William Donne, Alfred Powlesland, John Symes, Montagu Toller | bat la France par 158 runs |

### Escrime
| Épreuve | Place | Escrimeur      | Round 1     | Quarts de finale | Repêchage | Demi-finales | Finale  |
| ------- | ----- | -------------- | ----------- | ---------------- | --------- | ------------ | ------- |
| Fleuret | 44-60 | Eugène Plisson | Disqualifié | Abandon          | Abandon   | Abandon      | Abandon |

### Football
| Épreuve  | Place | Joueurs | Match 1                  | Match 2 |
| -------- | ----- | --- | ------------------------ | ------- |
| Football | 1er   | Upton Park F.C. James Jones; Claude Buckenham, William Gosling; Alfred Chalk, T. E. Burridge, William Quash; Arthur Turner, F. G. Spackman, J. Nicholas, Jack Zealley, A. Haslam (capitaine) | bat le Club français 4-0 | —       |

### Golf
| Épreuve           | Place | Joueur                    | Score |
| ----------------- | ----- | ------------------------- | ----- |
| Hommes (36 trous) | 2e    | Walter Rutherford         | 168   |
| Hommes (36 trous) | 3e    | David Donaldson Robertson | 175   |
| Hommes (36 trous) | 6e    | George Thorne             | 185   |
| Hommes (36 trous) | 7e    | William Bathurst Dove     | 186   |

### Gymnastiques
| Épreuve  | Place | Gymnaste       | Score |
| -------- | ----- | -------------- | ----- |
| Combined | 31    | William Connor | 250   |
| Combined | 43    | Broadbeck      | 245   |
| Combined | 54    | Pearce         | 238   |
| Combined | 73    | Phillips       | 222   |
| Combined | 124   | Hiatt          | 172   |

### Aviron
| Épreuve           | Place | Bateau            | Round 1                           | Demi-finales                   | Finale       |
| ----------------- | ----- | ----------------- | --------------------------------- | ------------------------------ | ------------ |
| aviron individuel | 3e    | George Saint Ashe | 6 min 38 s 8 1er, éliminatoires 1 | 8 min 37 s 2 3e, demi-finale 1 | 8 min 15 s 6 |

### Rugby
| Épreuve      | Place | Équipe | Match 1 | Match 2                    | Match 3               |
| ------------ | ----- | --- | ------- | -------------------------- | --------------------- |
| Rugby hommes | 2e    | Moseley Wanderers F. C. Baylis, J. Henry Birtles, James Cantion, Arthur Darby, Clement Deykin, L. Hood, M. L. Logan, H. A. Loveitt, Herbert Nicol, V. Smith, M. W. Talbott, J. G. Wallis, Claude Whittindale, Raymond Whittindale, Francis Wilson | —       | Perd 27-8 Contre la France | Cancelled vs. Germany |

### Cyclisme
| Épreuve              | Place | Athlète          | Qualifier      | Finale        |
| -------------------- | ----- | ---------------- | -------------- | ------------- |
| 25 km hommes         | 2e    | Lloyd Hildebrand | non disponible | 28 min 09 s 4 |
| Vitesse individuelle | 13e   | Lloyd Hildebrand | Non disponible | 2 h4 r2/4     |

### Voile
| Épreuve        | Place | Sportifs                                                | Temps (total)   |
| -------------- | ----- | ------------------------------------------------------- | --------------- |
| ½-1 ton class  | 1er   | Lorne Currie John Gretton Linton Hope Algernon Maudslay | 3 h 29 min 45 s |
| Open class     | 1er   | Lorne Currie John Gretton Linton Hope Algernon Maudslay | 5 h 56 min 17 s |
| 3-10 ton class | 1er   | Edward Hore H. N. Jefferson J. Howard Taylor            | 4 h 14 min 58 s |
| + 20 tonneaux  | 1er   | Cecil Quentin                                           |                 |
| + 20 tonneaux  | 2e    | John Selwin Calverley                                   |                 |

| Épreuve         | Place | Sportifs     | Course 1                     | Course 2                       | Course 3                     | Total     |
| --------------- | ----- | ------------ | ---------------------------- | ------------------------------ | ---------------------------- | --------- |
| 10-20 ton class | 3e    | Edward Hore  | 4 h 20 min 18 s 3e, 8 points | 3 h 41 min 49 s 1er, 10 points | abandon 6e, 5 points         | 23 points |
| 10-20 ton class | 5e    | S. M. Mellor | 4 h 25 min 48 s 5e, 6 points | 3 h 53 min 17 s 5e, 6 points   | 3 h 36 min 02 s 4e, 7 points | 19 points |

### Tir
| Épreuve       | Place | Sportif       | Score |
| ------------- | ----- | ------------- | ----- |
| Trap shooting | 7e    | Sidney Merlin | 12    |

### Natation
| Épreuve                          | Place | Nageur          | Demi-finales                         | Finale            |
| -------------------------------- | ----- | --------------- | ------------------------------------ | ----------------- |
| 200 mètres hommes nage libre     | 4e    | Robert Crawshaw | 2 min 40 s 0 2e, demi-finale 1       | 2 min 45 s 6      |
| 200 mètres hommes nage libre     | 6e    | F. Stapleton    | 2 min 47 s 0 2e, demi-finale 5       | 2 min 55 s 0      |
| 200 mètres hommes nage libre     | 11e   | Peter Kemp      | 2 min 51 s 0 2e, demi-finale 2       | Abandon           |
| 1 000 mètres hommes nage libre   | 1er   | John Jarvis     | 14 min 28 s 6 1er, demi-finale 1     | 13 min 40 s 2     |
| 1 000 mètres hommes nage libre   | 10e   | Thomas Burgess  | 16 min 54 s 0 2e, demi-finale 4      | Abandon           |
| 4 000 mètres hommes nage libre   | 1er   | John Jarvis     | 1 h 01 min 48 s 4 1er, demi-finale 1 | 58 min 24 s 0     |
| 4 000 mètres hommes nage libre   | 4e    | Thomas Burgess  | 1 h 15 min 04 s 8 2e, demi-finale 1  | 1 h 15 min 07 s 6 |
| 4 000 mètres hommes nage libre   | 8e    | William Henry   | 1 h 22 min 58 s 4 3e, demi-finale 2  | Abandon           |
| 4 000 mètres hommes nage libre   | 18e   | E. T. Jones     | abandon demi-finale 3                | Abandon           |
| 200 mètres hommes dos            | 5e    | Thomas Burgess  | 3 min 50 s 4 3e, demi-finale 1       | 3 min 12 s 0      |
| 200 mètres hommes dos            | 9e    | Robert Crawshaw | 3 min 15 s 0 2e, demi-finale 1       | Abandon           |
| 200 mètres hommes avec obstacles | 3e    | Peter Kemp      | 3 min 12 s 0 1er, demi-finale 3      | 2 min 47 s 4      |
| 200 mètres hommes avec obstacles | 5e    | F. Stapleton    | 3 min 18 s 4 3e, demi-finale 1       | 2 min 55 s 0      |
| 200 mètres hommes avec obstacles | 6e    | William Henry   | 3 min 14 s 4 2e, demi-finale 2       | 2 min 58 s 0      |

### Tennis
| Épreuve          | Place | Joueur                                         | 16es           | Quarts de finale    | Demi-finales        | Finale              |
| ---------------- | ----- | ---------------------------------------------- | -------------- | ------------------- | ------------------- | ------------------- |
| Simple messieurs | 1er   | Laurence Doherty                               | Gagne 6-2, 6-3 | Gagne 6-2, 8-6      | Gagne walkover      | Gagne 6-2, 6-4, 6-3 |
| Simple messieurs | 2e    | Harold Mahony                                  | Gagne 6-2, 6-3 | Bye                 | Gagne 8-6, 6-1      | Perd 6-2, 6-4, 6-3  |
| Simple messieurs | 3e    | Reginald Doherty                               | Gagne 6-1, 6-3 | Gagne 6-2, 6-1      | Perd walkover       | Abandon             |
| Simple messieurs | 3e    | Arthur Norris                                  | Gagne 6-4, 6-4 | Gagne 6-4, 6-2      | Perd 8-6, 6-1       | Abandon             |
| Simple messieurs | 5e    | Archibald Warden                               | Bye            | Perd 6-4, 6-2       | Abandon             | Abandon             |
| Simple dames     | 1er   | Charlotte Cooper                               | Aucun détenu   | Gagne 6-2, 6-0      | Gagne 6-2, 7-5      | Gagne 6-1, 6-4      |
| Double messieurs | 1er   | Laurence Doherty Reginald Doherty              | Non disponible | Gagne 6-2, 6-3      | Gagne 6-4, 6-1, 6-4 | Gagne 6-1, 6-1, 6-0 |
| Double messieurs | 3e    | Harold Mahony Arthur Norris                    | Non disponible | Gagne 6-8, 6-1, 6-8 | Perd 6-4, 6-1, 6-4  | Abandon             |
| Double messieurs | 5e    | Archibald Warden Charles Sands (USA)           | Non disponible | Perd 6-8, 6-3, 7-5  | Abandon             | Abandon             |
| Double mixte     | 1er   | Reginald Doherty Charlotte Cooper              | Aucun détenu   | Bye                 | Gagne 6-2, 6-4      | Gagne 6-2, 6-4      |
| Double mixte     | 2e    | Harold Mahony Hélène Prévost (FRA)             | Aucun détenu   | Bye                 | Gagne 6-3, 6-0      | Perd 6-2, 6-4       |
| Double mixte     | 3e    | Laurence Doherty Marion Jones (USA)            | Aucun détenu   | Gagne 6-1, 7-5      | Perd 6-2, 6-4       | Abandon             |
| Double mixte     | 3e    | Archibald Warden Hedwiga Rosenbaumová (Bohême) | Aucun détenu   | Gagne 6-3, 3-6, 6-2 | Perd 6-3, 6-0       | Abandon             |